# Stelling Minnis
Stelling Minnis ist ein Dorf und ein Civil Parish im Folkestone and Hythe District der Grafschaft Kent in England, Vereinigtes Königreich.
Stelling Minnis liegt 13 Kilometer südlich von Canterbury.

## Sehenswürdigkeiten
Davison's Mill ist eine denkmalgeschützte Holländerwindmühle, die 1866 gebaut wurde. Sie war die letzte Windmühle in Kent die kommerziell genutzt wurde. Im Herbst 1970 wurde sie geschlossen, als der letzte Müller Alec Davison starb. 2003 wurde sie restauriert. Neben der Windmühle befindet sich ein Museum der Geschichte der Mühle.

## Persönlichkeiten
- Guy Williams (* 1971), britischer Springreiter